# Heather Bansley
Heather Bansley (London, 13 september 1987) is een Canadees beachvolleyballer. Ze nam driemaal deel aan de Olympische Spelen.

## Carrière

### 2007 tot en met 2013
Bansley nam in 2007 met Dianne Burrows deel aan de wereldkampioenschappen onder 21 in Modena. Twee jaar later debuteerde ze in Phuket met Elizabeth Maloney in de FIVB World Tour. Bansley en Maloney vormde vervolgens tot halverwege 2013 een team. Het duo speelde in 2010 vijf wedstrijden in de World Tour met een negende plaats in Phuket als beste resultaat. Het jaar daarop namen ze deel aan dertien reguliere toernooien met twee zevende plaatsen (Québec en Phuket) als resultaat. In Rome bereikten ze bij de WK de zestiende finale waar ze werden uitgeschakeld door de regerende wereldkampioenen April Ross en Jennifer Kessy. Bij de Pan-Amerikaanse Spelen in Guadalajara verloor het duo in de kwartfinale van de titelhouders Larissa França en Juliana Felisberta da Silva.
In 2012 speelden Bansley en Maloney negen wedstrijden op mondiaal niveau waarbij ze twee keer in de top tien eindigden; in Sanya werden ze zevende en in Shanghai negende. Het daaropvolgende seizoen was ze op twee toernooien actief met Maloney voordat ze van partner wisselde naar Sarah Pavan. Het tweetal nam het eerste jaar deel aan zeven reguliere toernooien in de World Tour met als beste resultaat een vijfde plaats in Long Beach. Ze deden daarnaast mee aan de wereldkampioenschappen beachvolleybal in Stare Jabłonki, waar ze in de zestiende finale werden uitgeschakeld door het Oostenrijkse duo Barbara Hansel en Katharina Schützenhöfer. In 2014 speelden ze tien FIVB-wedstrijden en behaalden ze drie vijfde plaatsen (Praag, Gstaad en Stare Jabłonki).

### 2014 tot en met 2018
Het jaar daarop begonnen Bansley en Pavan met een vijfde plaats in Fuzhou en haalden ze in aanloop naar de WK driemaal de top tien met tweede plaatsen in Praag en Poreč. In Nederland eindigde het duo bij de WK als vijfde nadat het de kwartfinale verloren had van het Braziliaanse tweetal Maria Antonelli en Juliana Felisberta da Silva. Vervolgens behaalden Bansley en Pavan zowel in Gstaad als Yokohama de derde plaats. Bij de overige World Tour-toernooien eindigden ze eveneens in de top tien en bij de World Tour Finals in Fort Lauderdale werden ze vierde. In 2016 speelde het tweetal zeven reguliere FIVB-toernooien waarbij het enkel toptienplaatsen behaalde; in Moskou (derde) en Poreč (tweede) werd bovendien het podium gehaald. Bij de Olympische Spelen in Rio de Janeiro bereikten Bansley en Pavan de kwartfinale waar ze werden uitgeschakeld door de latere olympisch kampioenen Laura Ludwig en Kira Walkenhorst.
Na afloop van de Spelen vormde Bansley een team met Brandie Wilkerson en het duo werd dat jaar nog negende bij de World Tour Finals in Toronto. Bansley en Wilkerson namen in 2017 deel aan zes reguliere toernooien in de World Tour en behaalden enkel toptienplaatsen met een vijfde plaats in Den Haag als beste resultaat. Bij de WK in Wenen eindigde het duo eveneens als vijfde nadat het de kwartfinale verloren had van het Amerikaanse tweetal April Ross en Lauren Fendrick. Ze sloten het seizoen af met een negende plaats bij de World Tour Finals in Hamburg. Het seizoen daarop speelden Bansley en Wilkerson acht wedstrijden in de World Tour en behaalden ze een zege in Warschau en twee derde plaatsen in Itapema en Gstaad. Bij de World Tour Finals in Hamburg eindigden ze ditmaal als vijfde.

### 2019 tot en met 2024
Het duo begon het seizoen daarop met twee overwinningen in Las Vegas en in Chetumal. In 2019 namen ze in aanloop naar de WK verder deel aan vier toernooien met als beste resultaat een derde plaats in Itapema. Bij de WK in Hamburg bereikten Bansley en Wilkerson de zestiende finale waar ze werden uitgeschakeld door het Australische tweetal Taliqua Clancy en Mariafe Artacho del Solar. Na afloop speelden ze drie reguliere wedstrijden in de World Tour met onder meer een derde plaats in Tokio en eindigden ze bij de Finals in Rome verder als zeventiende. Vervolgens behaalden ze een dertiende plaats bij het olympisch kwalificatietoernooi in Haiyang en een negende plaats in Chetumal. In 2021 nam het duo in aanloop naar de Spelen deel aan zeven FIVB-toernooien met drie vijfde plaatsen (Cancun, Sotsji en Gstaad). Bij het olympisch beachvolleybaltoernooi in Tokio bereikten Bansley en Wilkerson de kwartfinale waar ze werden uitgeschakeld door het Letse duo Tina Graudina en Anastasija Kravčenoka.
Na afloop van het seizoen ging het duo uit elkaar en begin 2022 beëindigde Bansley haar spelerscarrière om als trainer bij het Canadese volleybalprogramma aan de slag te gaan. In de zomer van 2023 maakte ze haar comeback in het internationale beachvolleybal aan de zijde van Sophie Bukovec. Het duo nam dat seizoen deel aan zes toernooien in de Beach Pro Tour – de opvolger van de World Tour. Ze wonnen het Future-toernooi van Halifax en bereikten de kwartfinales van het Challenge-toernooi in Haikou. Het jaar daarop kwamen ze op tien toernooien in de Beach Pro Tour in actie. Ze behaalden daarbij een tweede (Recife), een derde (Guadalajara), een vierde (Stare Jabłonki) en een vijfde plaats (Saquarema). Via het continentale kwalificatietoernooi plaatsten Bansley en Bukovec zich voor de Olympische Spelen in Parijs. Na drie nederlagen strandde het duo daar in de groepsfase.

## Palmares
Kampioenschappen
- 2015: 5e WK
- 2016: 5e OS
- 2017: 5e WK
- 2021: 5e OS

FIVB World Tour
- 2015:  Praag Open
- 2015:  Poreč Major
- 2015:  Gstaad Major
- 2015:  Grand Slam Yokohama
- 2016:  Grand Slam Moskou
- 2016:  Poreč Major
- 2018:  4* Itapema
- 2018:  4* Ostrava
- 2018:  4* Warschau
- 2018:  5* Gstaad
- 2018:  4* Las Vegas
- 2018:  3* Chetumal
- 2019:  4* Itapema
- 2019:  4* Tokio

Beach Pro Tour
- 2023:  Halifax Future
- 2024:  Recife Challenge
- 2024:  Guadalajara Challenge